# اسرا اوزکان
اسرا اوزکان (انگلیسی: Esra Özkan؛ زادهٔ ۸ سپتامبر ۱۹۹۶) بازیکن فوتبال اهل ترکیه است.
وی همچنین در تیم‌های ملی فوتبال Turkey women's national under-17 football team و Turkey women's national under-19 football team بازی کرده‌است.